# 肇庆西江大桥

在肇庆西江大桥广茂铁路上望向西江

西江大桥是中国广东省肇庆市境内一座连接端州区城西街道与高要区南岸街道的桥梁，位于西江之上，为国道324线和广茂铁路的组成部分。西江大桥于1978年10月1日动工建设，于1987年4月1日竣工运营。本桥结构新颖、技术先进，获得1987年中国建筑工程鲁班奖，至今仍是广东省最长、跨度最大的公铁两用桥梁。
随着两岸车流增长，原桥已经不能满足交通需求，于2003年9月8日开始扩建新公路桥，于2005年完成新桥扩建，目前已经双线通车。
西江大桥北起大桥路与端州七路交叉处、南至上清湾村；公路段旧桥长1595.78米、新桥长1568.61米，铁路桥长1631.49米； 旧桥上层为双向两车道三级公路、下层为单线铁路，新桥为双向两车道二级公路。

## 历史历程
1978年10月1日，西江大桥开工建设。
1983年6月15日，三腰铁路（今广茂铁路）开工建设，设计线路途经西江大桥。
1987年4月1日，西江大桥公路段开通运营；7月31日，西江大桥铁路段建成通车。
2003年9月8日，西江大桥启动扩建工程，在公铁两用桥东侧新建一座公路桥。
2005年，西江大桥新公路桥建成通车。
2012年1月1日，西江大桥收费站正式停止收费，所有往来车辆均免费通行。
运营使用多年，西江大桥旧桥存在多种病害。2013年8月，政府对旧桥进行抢险加固工程，直到2014年6月恢复通车。
2015年10月15日下午17时50分许，肇庆市水政执法支队扣押的粤佛山工2038船在由高要禄步开往肇庆端州途中，航经肇庆西江大桥下航孔时，2038船的吸砂管龙门架触撞西江大桥下航孔横梁，造成铁路桥横梁受损。

### 船撞桥事件
2015年10月15日17时左右，肇庆市水政监察支队、肇庆市高要区水政监察大队因“粤佛山工2038”船涉嫌盗采河砂，执法后聘请犯罪嫌疑人林某、陈某将该船由高要禄步开往肇庆端州，航经肇庆西江大桥下行通航孔时，船舶龙门架碰撞西江大桥下行通航孔钢桁梁。肇庆海事部门马上对西江大桥水域实施交通管制，600余艘船舶被滞留在西江公铁两用大桥上下游。当日21时涉事船只被拖带至安全水域，铁路桥于18日1时18分恢复临时通车。
本次事故造成西江大桥钢桁梁下弦杆、下平纵联、纵梁等部位受损，经济损失高达4033.1528万元。
2018年11月10日，西江大桥完成修复，但部分桥梁受损构件已无法修回到复原状，成为桥梁永久性病害，桥的承载能力为30吨以下。

## 技术难题
西江大桥动工兴建初期，由于当时还处于计划经济年代，建桥所需的水泥和钢筋等材料不能保障供应，修桥的机械化水平较低，使这座不长的跨江大桥一修就长达9年。 大桥施工中采用了大量先进技术，有多项为中国国内首创。大桥水总承台采用拆装式水密底板吊箱施工；正桥连续钢桁梁为利用原援外钢梁改制，其架设方法采用平衡梁、墩旁托架以及吊索塔架法同时使用的方案。

## 价值意义
作为南北两岸的重要交通要道，西江大桥自建成以来，极大方便了西江两岸居民的通行，对加强南北两岸沟通联系、促进区域经济发展起到了重要和积极的作用。横跨母亲河上的西江大桥，是高要改革开放40年的历史见证者，也是高要经济腾飞的一幅画卷。